# ホーン川嶋瑶子
ホーン川嶋 瑶子（Horneかわしま ようこ）は、日本の学者・評論家。

## 略歴
東京大学法学部卒。1983年スタンフォード大学教育学博士号＆経済学修士号（博士論文は「日本における男女賃金格差」）。お茶の水女子大学ジェンダー研究センター教授、スタンフォード大学客員研究員、国際学術誌『日米女性ジャーナル』及び” US-Japan Women’s Journal”創刊編集長などを歴任。

## 著書
- 『女子労働と労働市場構造の分析』日本経済評論社 1985
- 『女たちが変えるアメリカ』1988 岩波新書
- 『大学教育とジェンダー ジェンダーはアメリカの大学をどう変革したか』東信堂 2004
- 『スタンフォード21世紀を創る大学』東信堂 2012
- 『アメリカの社会変革 人種・移民・ジェンダー・LGBT』2018 ちくま新書

### 編著
- 『飛躍する大学スタンフォード』編 1985 小学館創造選書
- 『女性学ブックガイド 日英対照 2』横浜市女性協会, スタンフォード大学女性とジェンダー研究所監修, 編 三修社 1997

## 論文
- <川嶋瑶子